# Zoom (film)
Zoom är en amerikansk långfilm från 2006 i regi av Peter Hewitt, med Tim Allen, Courteney Cox, Chevy Chase och Spencer Breslin i rollerna. Filmen baseras på boken Zoom's Academy av Jason Lethcoe.

## Rollista
| Tim Allen           | – Jack Shepard (Captain Zoom) |
| Courteney Cox       | – Marsha Holloway             |
| Chevy Chase         | – Dr. Grant                   |
| Spencer Breslin     | – Tucker Willams              |
| Kevin Zegers        | – Connor Shepard              |
| Kate Mara           | – Summer Jones                |
| Michael Cassidy     | – Dylan West                  |
| Ryan Whitney Newman | – Cindy Collins               |
| Rip Torn            | – Larraby                     |